# Amar-Sin
Amar-Sin (o Amarsuen), el tercero de los reyes de la III Dinastía de Ur, conocida como el Renacimiento sumerio y sucesor e hijo de Šulgi. Reinó en Mesopotamia entre los años 2046 y 2038 a. C.
De su reinado poco es lo que se sabe, salvo que bajo su mandato fue destruida la ciudad de Arbela y que salvando este acontecimiento bélico, su reinado estuvo caracterizado por ser pacífico y centrado en el fortalecimiento económico del país de Sumer. Esta paz se mantendría hasta el reinado de Ibbi-Sin, su segundo sucesor en el trono.
Es notable por su intento de regeneración de antiguos lugares de Sumer. Aparentemente trabajó en el inacabado zigurat de Eridu.
Fue sucedido en el poder por su Hermano Šu-SIn, el penúltimo de los reyes de esta dinastía.